# Augrabies Falls
Vodopády Augrabies se nachází v Severním Kapsku v Jihoafrické republice na řece Oranje. Patří mezi největší vodopády Afriky. Název vodopádům dali Křováci a slovo „aukoerebis“ označuje velký hluk.
Výška vodopádů dosahuje 56 metrů a šířka činí 24 metrů. Průměrný průtok řeky Oranje v místě vodopádů je 313 m3/s. V období dešťů je až dvacetinásobný.
V okolí vodopádů leží stejnojmenný národní park – Augrabies Falls National Park. Hlavní atrakcí jsou zde vodopády a kaňon řeky Oranje, který je hluboký přes 200 metrů.

Vodopády Augrabies
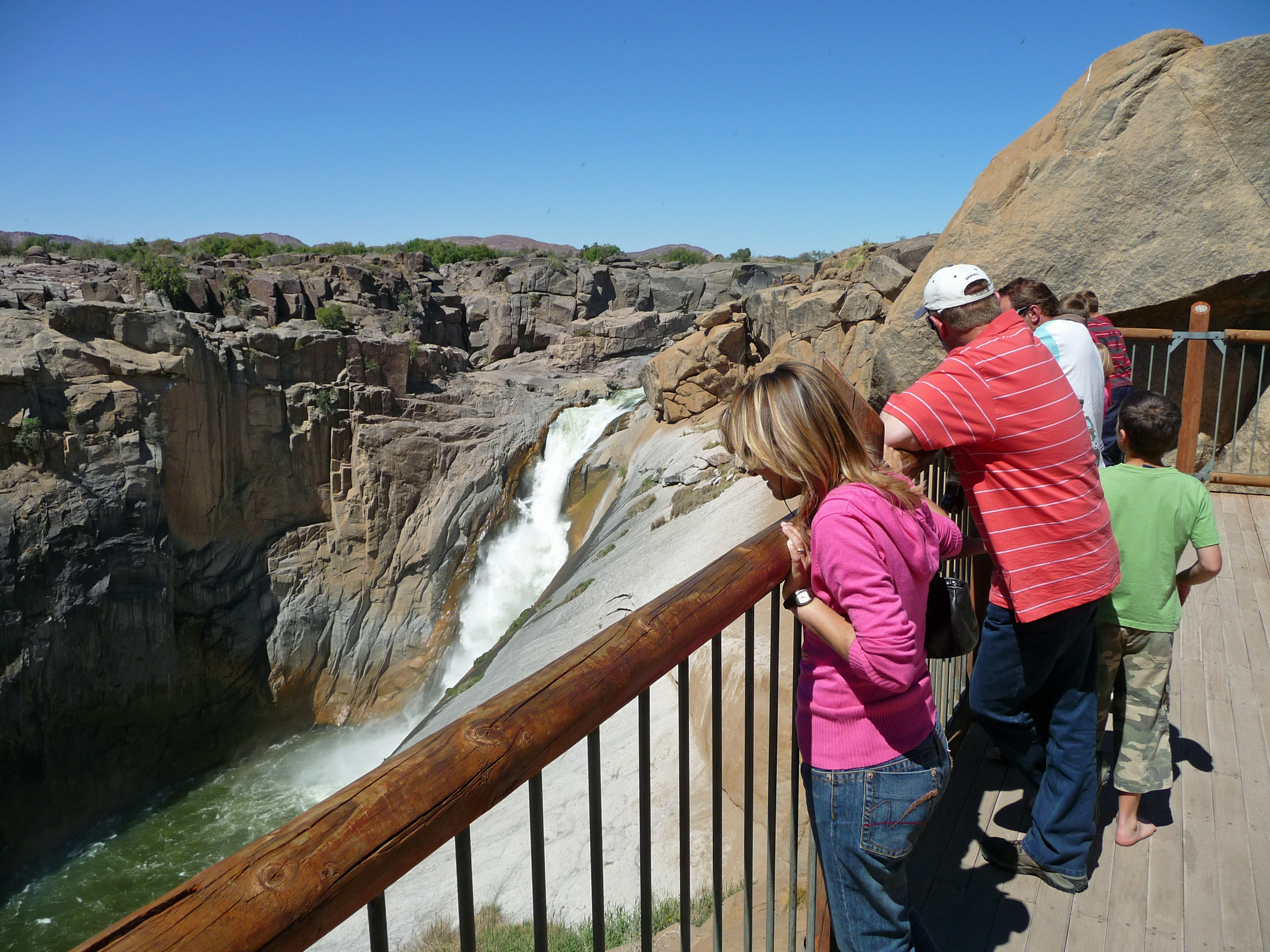
Pohled na vodopády z vyhlídkové plošiny
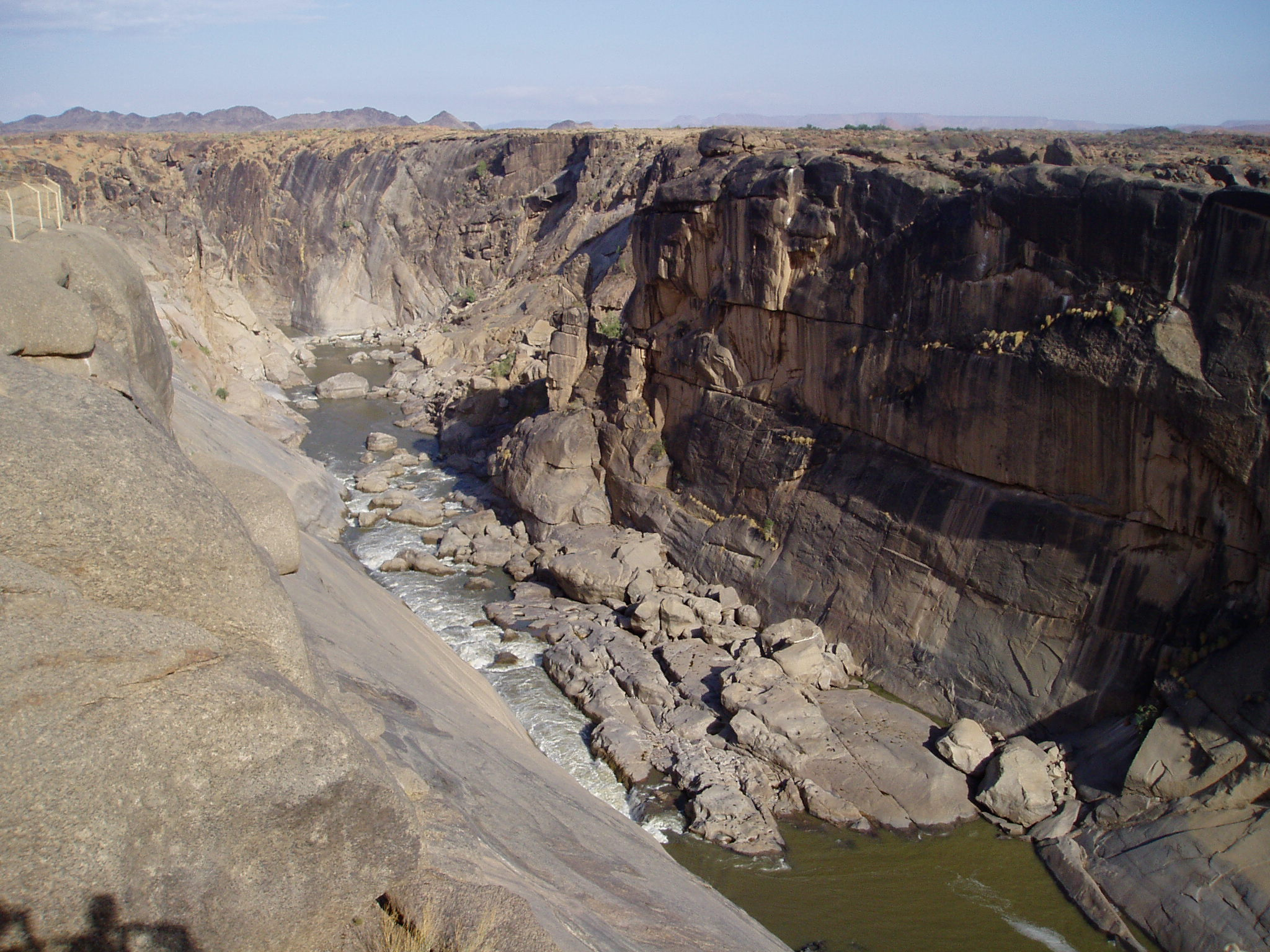
Vodopády v období sucha
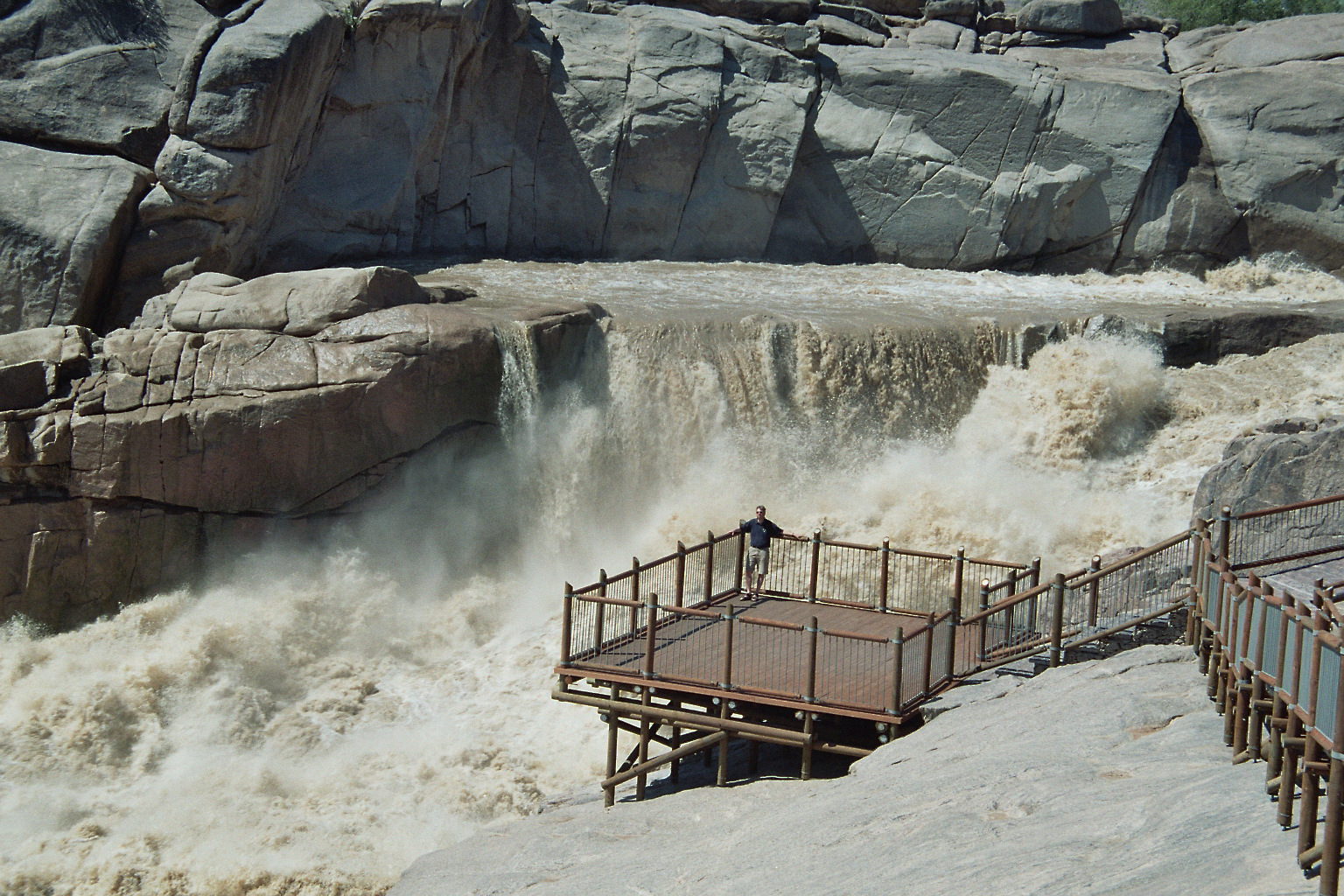
Vodopády v období dešťů